# Aeroporto di Nowy Sącz
L'Aeroporto di Nowy Sącz (IATA: nessuno, ICAO: EPNL) è un aeroporto polacco situato a 100 km a sudest di Cracovia.